# Martin Plessner
Martin Plessner (Poznań, 30 de desembre del 1900 - Jerusalem, 27 de novembre del 1973) fou un orientalista, actiu primer a Alemanya i a partir del 1933 a Palestina i Israel.

## Biografia
El 1918, Plessner passà l'examen de batxillerat a Wrocław. Continuà els seus estudis a Wrocław i Berlín: llengües semítiques, estudis islàmics, filologia clàssics i història i història de l'art de l'edat antiga i l'edat mitjana. El 1925 es doctorà a Wrocław amb una tesi sobre l'Econòmic.
Des del 1925 fins al 1927 fou ajudant de Hellmut Ritter en estudis islàmics a la Universitat d'Hamburg. Seguidament, fins al 1929, treballà d'ajudant a l'Institut de Recerca sobre la Història de les Ciències Naturals de Berlín, incloent-hi un sojorn acadèmic de sis mesos a Constantinoble. Entre finals del 1929 i el 1930 fou professor substitut de Paul Kahle al Seminari d'Orientalística de la Universitat de Bonn.
El 1931 obtingué el títol de Privatdozent pel Seminari d'Orientalística de la Universitat de Frankfurt sota Josef Horovitz en Filologia Semítica i estudis islàmics amb una obra historiogràfica sobre l'àrab, Studien zur Gajat al-Hakim (‘Estudis sobre el Ghayat al-Hakim’). L'obra no ha estat publicada mai.
A partir del 1931, ensenyà com a Privatdozent. El mateix any fou «un dels pocs catedràtics que es manifestaren com a republicans: el 1931 havia signat la "Declaració de protesta dels catedràtics republicans i socialistes" en resposta al cas Gumbel», amb la qual volia manifestar la seva solidaritat amb Gumbel, que era assetjat per la Lliga d'Estudiants Nacionalsocialista Alemanya a Heidelberg.
Amb la presa del poder pels nazis, el 1933 Plessner perdé l'autorització d'ensenyament en aplicació del paràgraf tercer de la Llei de Restauració de la Funció Pública Professional, que perseguia les persones de «descendència no ària». Quatre anys més tard, fou expatriat.
El 1933, emigrà amb la seva muller, Eva Esther (nascuda Jeremias, 1905-1991), a Palestina. Des d'aleshores fins al 1945 fou professor a Haifa. A partir del 1949 treballà a la Biblioteca Nacional d'Israel, a Jerusalem, i del 1950 en endavant integrà el personal docent de la Universitat Hebrea de Jerusalem, on el 1955 esdevingué professor extraordinari de Llengües i Literatura Àrabs. Des d'aleshores fins a la seva conversió en professor emèrit el 1969, fou professor ordinari de Cultura Islàmica. Traduí Vorlesungen über den Islam, d'Ignaz Goldziher, a l'hebreu. El 1951 fou publicada a Israel amb un pròleg seu. El seu centre d'interès eren les relacions culturals entre jueus i àrabs i una gramàtica àrab en hebreu.
En el marc de la Wiedergutmachung, el 1956 fou reconegut com a emèrit a la Universitat de Frankfurt. En la segona meitat del 1960 esdevingué membre de diverses acadèmies alemanyes, tant a Berlín (1966) com a Göttingen (1967), on fou elegit membre corresponent de l'Acadèmia de les Ciències de Göttingen.

## Publicacions (selecció)
- Der OIKONOMIKOC des Neupythagoreers „Bryson“ und sein Einfluss auf die islamische Wissenschaft. Heidelberg 1928.
- Die Geschichte der Wissenschaften im Islam als Aufgabe der modernen Islamwissenschaft. 1931.
- com a traductor amb Hellmut Peter: (Pseudo-)Mağrîtî: „Picatrix“. Das Ziel des Weisen von Pseudo-Mağrîtî. Londres, 1962 (= Studies of the Warburg Institute. Volum 27).
- Die Bedeutung der Wissenschaftsgeschichte für das Verständnis der geistigen Welt des Islams. 1966.

## Traduccions
- Ignaz Goldziher: Hartsaot 'al ha-Islam. („Vorlesungen über den Islam“) Institut Bialik, Israel, 1951.

## Biografia
- Renate Heuer, Siegbert Wolf (editors): Die Juden der Frankfurter Universität. Campus Verlag, Frankfurt/Nova York, 1997, ISBN 3-593-35502-7, pàg. 288-290.
- Amit Levy: A Man of Contention. Martin Plessner (1900–1973) and His Encounters with the Orient. A: Naharaim. 10 (1), 2016, pàg. 79-100, doi:10.1515/naha-2016-0005.
- Yonatan Mendel, A  Milestone in the Teaching of Arabic. Martin Plessner’s Hebrew Version of the German Approach to Arabic Grammar. A: Mimeo. 26 abril 2023.